# Gnomidolon bordoni
Gnomidolon bordoni är en skalbaggsart som beskrevs av Joly 1991. Gnomidolon bordoni ingår i släktet Gnomidolon och familjen långhorningar.
Artens utbredningsområde är Venezuela. Inga underarter finns listade i Catalogue of Life.